# Сентрал Сейнт Джайлс
Сентрал Сейнт Джайлс (на английски: Central Saint Giles – „Централен Свети Егидий“) е административно-жилищен и обществен комплекс в Лондон.
Разположен е в Уест Енд в северната централна част на града.
Проектиран е от архитектурното бюро на Ренцо Пиано. Комплексът е изграден в периода 2002-2010 година от фирмите „Legal & General Property“ и „Mitsubishi Estate Company“.

## Описание